# Klein Brakrivier
Klein Brakrivier is een dorp in de Zuid-Afrikaanse provincie West-Kaap. Klein Brakrivier behoort tot de gemeente Mosselbaai dat onderdeel van het district Tuinroute is.